# Okres Ráckeve
Okres Ráckeve (maďarsky Ráckevei járás) je jedním z osmnácti okresů maďarské župy Pest. Jeho centrem je město Ráckeve.

## Sídla
V okrese se nachází celkem 11 měst a obcí.
Města
- Ráckeve

Městyse
- Dömsöd
- Kiskunlacháza

Obce
- Apaj
- Áporka
- Lórév
- Makád
- Szigetbecse
- Szigetcsép
- Szigetszentmárton
- Szigetújfalu